# RWB Adria
RWB Adria (eng. Red White and Blue Adria, hrv. Crven-bijeli-plavi Jadran) je hrvatski nogometni klub iz Chicaga. Klub je osnovan 1959. te je od tada sudionik nacionalne lige.
Utemeljen je kao klub iz hrvatskih iseljenika iz južnog dijela Chicaga. Preko ovog kluba se čuvala hrvatska svijest i širili interesi tamošnjih Hrvata. Boje dresova su crvena majica, bijele hlačice i plave čarape. Boja pričuvnog dresa je bijela majica s dijagonalnom plavom prugom (od lijevog ramena), bijele hlačice, plave čarape.

## Uspjesi
- National Soccer League (čikaško regionalno natjecanje): 
  - 2006., 2007.
- Peel Cup: 
  - 1988., 1989., 1993., 1994., 2002., 2003., 2005., 2006., 2008.
- National Amateur Cup: 
  - 2011., 2013.
- Great Lakes Premier League: 
  - 2015.
- Hrvatski nacionalni nogometni turnir SAD i Kanade: 
  - 1966., 1980., 1982., 1984., 1985., 1994., 1998., 2001., 2002., 2003., 2004., 2007.
- US Soccer’s National Amateur: 
  - 2014.

## Zanimljivosti
- Iako je "Crven-bijeli-plavi Jadran" klub hrvatskih iseljenika, klub ima i svoje albanske navijače.

## Vanjske poveznice
- Službene stranice
- Hrvatska matica iseljenika[neaktivna poveznica] Hrvati u finalu nogometnog prvenstva Illinoisa, 28. rujna 2007.
- Postava 2007.  Arhivirana inačica izvorne stranice od 12. listopada 2007. (Wayback Machine)
- ISSA  Arhivirana inačica izvorne stranice od 30. rujna 2007. (Wayback Machine) Osvajači raznih naslova

| Hrvatski nacionalni nogometni savez Kanade i SAD-a | Hrvatski nacionalni nogometni savez Kanade i SAD-a | Hrvatski nacionalni nogometni savez Kanade i SAD-a |
| -------------------------------------------------- | --- | -------------------------------------------------- |
|                                                    | |                                                    |
| Kanada                                             | Hamilton Croatia • Kitchener Hrvat • London Croatia • Mississauga Croatia • Norval Croatia • Hrvat Oakville • Livno Oakville • Jadran Ottawa • Sault St. Marie Croatia • Hrvat St. Catharines • Streetsville Dalmacija • Sudbury Adria • Toronto Zagreb • Windsor Croatia |                                                    |
|                                                    | |                                                    |
| SAD                                                | Hrvat Chicago • RWB Adria • Zrinski Chicago • Croatia Cleveland • Connecticut Croatia • Croatian Eagles • New York Croatia • New York Polet |                                                    |
|                                                    | |                                                    |
| Hrvatsko-sjevernoamerički nogometni turnir         | |                                                    |

| Hrvatski nacionalni nogometni savez Kanade i SAD-a | Hrvatski nacionalni nogometni savez Kanade i SAD-a | Hrvatski nacionalni nogometni savez Kanade i SAD-a |
| -------------------------------------------------- | --- | -------------------------------------------------- |
|                                                    | |                                                    |
| Kanada                                             | Hamilton Croatia • Kitchener Hrvat • London Croatia • Mississauga Croatia • Norval Croatia • Hrvat Oakville • Livno Oakville • Jadran Ottawa • Sault St. Marie Croatia • Hrvat St. Catharines • Streetsville Dalmacija • Sudbury Adria • Toronto Zagreb • Windsor Croatia |                                                    |
|                                                    | |                                                    |
| SAD                                                | Hrvat Chicago • RWB Adria • Zrinski Chicago • Croatia Cleveland • Connecticut Croatia • Croatian Eagles • New York Croatia • New York Polet |                                                    |
|                                                    | |                                                    |
| Hrvatsko-sjevernoamerički nogometni turnir         | |                                                    |